# Kelly Sheridan
Kelly Sheridan es una actriz de doblaje canadiense que vive en Vancouver, Columbia Británica. Ha puesto su voz en numerosas series de dibujos animados y series de anime. Es conocida por ser la voz de Barbie en la mayoría de las películas generadas por ordenador de Barbie desde 2001. También dio voz a Sango en el doblaje al inglés de la serie de anime InuYasha, a Diana Lombard en la serie de misterio Martin Mistery y a Theresa en Class of the Titans. Ha sido miembro de la Genus Theatre Company desde agosto de 2005.

## Biografía
Sheridan creció en Vancouver y estudió en el Vancouver Youth Theatre. Posteriormente fue a la universidad Simon Fraser y recibió una licenciatura en teatro en 2001.
Es conocida por aparición en la serie de anime Mobile Suit Gundam SEED Destiny en doblaje al inglés. Sheridan había recibido crédito erróneamente por ser la voz inglés de Stella Loussier. 
Fue inicialmente reemplazada como la voz de Barbie por Diana Kaarina en 2010, a partir de Barbie: A Fashion Fairy Tale. 
Más tarde, volvió al papel en 2012 en Barbie in a Mermaid Tale 2. Desde entonces, Sheridan ha sido la voz de Barbie hasta 2015, cuando se anunció que Erica Lindbeck la sustituiría en 2016.